# Choi Seungho
Pour les articles homonymes, voir Choi.
Dans ce nom coréen, le nom de famille, Choi, précède le nom personnel.
Choi Seungho (en hangeul : 최승호), né le 1er septembre 1954 à Chuncheon dans la province de Gangwon, est un poète sud-coréen. 

## Biographie
Choi Seung-ho est né à Chuncheon, un petit village rural dans la province de Gangwon le 1er septembre 1954. Il a enseigné pendant de nombreuses années dans une école primaire en campagne.

## Œuvre
Choi est un poète dont le travail se concentre sur l'environnement et l'impact de la société moderne sur ses semblables. Son récit Zone industrielle (Gong-eop jidae)  évoque par exemple la crise provoquée par l'industrialisation rapide et la « vulgarisation » consécutive de la vie humaine dans une société nouvellement capitaliste. Choi utilise notamment l'image des déchets, des sous-sols, des toilettes sales et des odeurs pour symboliser la corruption qui domine dans le paysage urbain. En dépit de ces imageries agressives, sa poésie reste axée sur la méditation, le poète ne descend jamais dans un registre lexical vulgaire. Le poète observe le monde corrompu avec une conscience métaphysique comparable à celle d'un moine bouddhiste. 
Le bouddhisme et le taoïsme ont eu une influence considérable sur la formation de la sensibilité poétique de Lhoiee. Dès ses débuts, il se livrait à de longues contemplations pour mieux appréhender son sujet. Sa poésie n'exhibe pas pour autant de messages religieux, bien qu'il soit considéré comme un fervent disciple de la religion.  
Les publications de Choi comprennent également des livres de poésie pour enfants. 
En 2007, l'Institut de la littérature en Corée du Sud l'a parrainé pour une période de résidence à l'institut Arco à Malaga, en Espagne.

### En français
- Alerte à la neige, éditions Autres Temps 2007.  (ISBN 978-2845212985)

## Récompenses
- 1985 : prix Kim Soo-young pour Le Village du hérisson[5]
- 2000 : prix Daesan pour Grotesque[5]
- 2002 : prix de littérature contemporaine pour 두엄[5]
- 2003 : prix Midang pour 텔레비전[5]